# Todd Howard
Pour les articles homonymes, voir Howard.
 (novembre 2023).
Si vous disposez d'ouvrages ou d'articles de référence ou si vous connaissez des sites web de qualité traitant du thème abordé ici, merci de compléter l'article en donnant les références utiles à sa vérifiabilité et en les liant à la section « Notes et références ».
Todd Howard est un concepteur, directeur créatif et producteur américain de jeux vidéo, né le 6 octobre 1970 à Lower Macungie (en), en Pennsylvanie.
Il est actuellement concepteur et producteur exécutif chez Bethesda Game Studios, où il dirige le développement des séries vidéoludiques Fallout et The Elder Scrolls.
Il reçoit un Game Developers Choice Award pour l'ensemble de sa carrière.

## Biographie
Todd Andrew Howard est né en 1970 à Lower Macungie (en), en Pennsylvanie. Il est le fils de Ronald et Priscilla Howard. Son frère aîné, Jeffrey Howard, devient notamment directeur de la création chez Disney, où il supervise la production de Bambi 2[réf. nécessaire].
Todd Howard développe un intérêt pour les ordinateurs, en particulier les jeux vidéo, à un très jeune âge. Il considère Wizardry et Ultima III: Exodus comme des inspirations pour ses futurs productions. Il est diplômé en 1989 d'Emmaus High School (en), en Pennsylvanie. En 1993, il est diplômé du Collège de William et Mary de Williamsburg en Virginie où il obtient un double diplôme d'ingénieur et de finance malgré son désir de créer des jeux vidéo, affirmant plus tard que « c'était la voie la plus facile à suivre à l'université ».
Après avoir joué à Wayne Gretzky Hockey, Howard demande un emploi à un bureau de Bethesda Softworks devant lequel il passe chaque jour sur son trajet pour l'école. Il est rejeté car trop jeune. Après avoir terminé ses études, il retourne à Bethesda pour postuler, mais il est à nouveau refusé.

### Bethesda Softworks
Todd Howard rejoint Bethesda Softworks en 1994. Sa première participation au développement d'un jeu est The Terminator: Future Shock en tant que producteur et concepteur. Ensuite, il est concepteur sur The Terminator: SkyNET et The Elder Scrolls II: Daggerfall, tous deux sortis en 1996. Puis, il est le chef de projet et le concepteur de The Elder Scrolls Adventures: Redguard qui est publié en 1998. Par la suite, Howard est le chef de projet et le concepteur de The Elder Scrolls III: Morrowind et pour l'extension qui suit Bloodmoon. Puis, il est directeur de la création de The Elder Scrolls IV: Oblivion et de tout ses contenus téléchargeables additionnels. Après cela, il devient producteur et dirige la création du jeu Fallout 3. Howard affirme que la philosophie de Bethesda pour les jeux The Elder Scrolls est de permettre aux gens de « vivre une autre vie, dans un autre monde ». Aussi, il revient dans la série The Elder Scrolls afin de diriger le développement de son cinquième épisode, The Elder Scrolls V: Skyrim, qui sort en 2011. Par ailleurs, il prend part au développement de Fallout Shelter, en tant que producteur exécutif, le premier jeu mobile des studios Bethesda Game Studios. Puis, il conçoit Fallout 4 qui sort en novembre 2015, et produit plus tard Fallout 76, un opus multijoueur de la série Fallout qui suscitera des critiques lors de sa sortie en 2018. Enfin, il est le directeur de jeu de Starfield, une nouvelle licence sortie en 2023.

### Conférence
Howard est un conférencier fréquent lors d'événements de l'industrie et d'entrevues dans les magazines spécialisés. Ses jeux sont présentés dans Newsweek, CNN, USA Today et The Today Show.
Il s'adresse aux développeurs lors du Sommet de DICE en 2009, partageant ses trois règles de développement de jeu :
- Les grands jeux sont joués, pas faits « Vous pouvez avoir le meilleur game design document jamais réalisé, et vous allez en changer 90 % dès que vous jouez au jeu ».
- Gardez les choses simples. « Faire quelque chose de vraiment bien prend du temps, plus de temps que vous ne le pensez. Des systèmes simples agissant ensemble créent une complexité que les joueurs peuvent apprécier ».
- Définir l'expérience. « Ne définissez pas votre jeu par une liste de points... définissez-le par l'expérience que vous voulez que les gens aient ».

Howard revient en tant que conférencier d'honneur au Sommet de DICE en 2012. Il encourage alors les développeurs à ignorer les règles déjà établies, et suivre leurs passions, en disant que « si la base d'installation importait vraiment, nous ferions tous des jeux de société, parce qu'il y a beaucoup de tables ».

## Œuvres
| Année | Nom                                    | Fonction(s)                            |
| ----- | -------------------------------------- | -------------------------------------- |
| 1995  | The Terminator: Future Shock           | Producteur, conception supplémentaire  |
| 1996  | The Terminator: SkyNET                 | Producteur, concepteur                 |
| 1996  | The Elder Scrolls II: Daggerfall       | Conception supplémentaire              |
| 1998  | The Elder Scrolls Adventures: Redguard | Chef de projet, concepteur, scénariste |
| 2002  | The Elder Scrolls III: Morrowind       | Chef de projet, conception originale   |
| 2003  | The Elder Scrolls III: Bloodmoon       | Producteur exécutif                    |
| 2004  | The Elder Scrolls Travels              | Producteur exécutif                    |
| 2006  | The Elder Scrolls IV: Oblivion         | Producteur exécutif                    |
| 2007  | The Elder Scrolls IV: Shivering Isles  | Producteur exécutif                    |
| 2008  | Fallout 3                              | Directeur de jeu                       |
| 2011  | The Elder Scrolls V: Skyrim            | Directeur de jeu                       |
| 2015  | Fallout Shelter                        | Producteur exécutif                    |
| 2015  | Fallout 4                              | Directeur de jeu                       |
| 2018  | Fallout 76                             | Producteur exécutif                    |
| 2023  | Starfield                              | Directeur de jeu                       |
| 2024  | Indiana Jones et le Cercle ancien      | Producteur exécutif                    |

## Distinctions
En 2009, le magazine GamePro classe Howard parmi les vingt personnes les plus influentes dans le domaine du jeu vidéo au cours des vingt dernières années. Par ailleurs, il est considéré comme l'un des cent meilleurs créateurs de jeux vidéo de tous les temps par IGN.
Todd Howard est nommé dans la catégorie Best Game Director lors des DICE Awards en 2012 et 2016.
En 2014, il reçoit le LARA of Honor, un prix allemand pour l'ensemble de sa carrière dans le jeu vidéo.
Todd Howard est l'un des rares développeurs à concevoir consécutivement quatre titres considérés comme des « jeux vidéo de l'année », avec The Elder Scrolls IV: Oblivion, Fallout 3, The Elder Scrolls V: Skyrim et Fallout 4.
En 2016, il reçoit un Game Developers Choice Award pour l'ensemble de sa carrière.

### Traduction
- (en) Cet article est partiellement ou en totalité issu de l’article de Wikipédia en anglais intitulé « Todd Howard » (voir la liste des auteurs).